# Rittergut Etzdorf

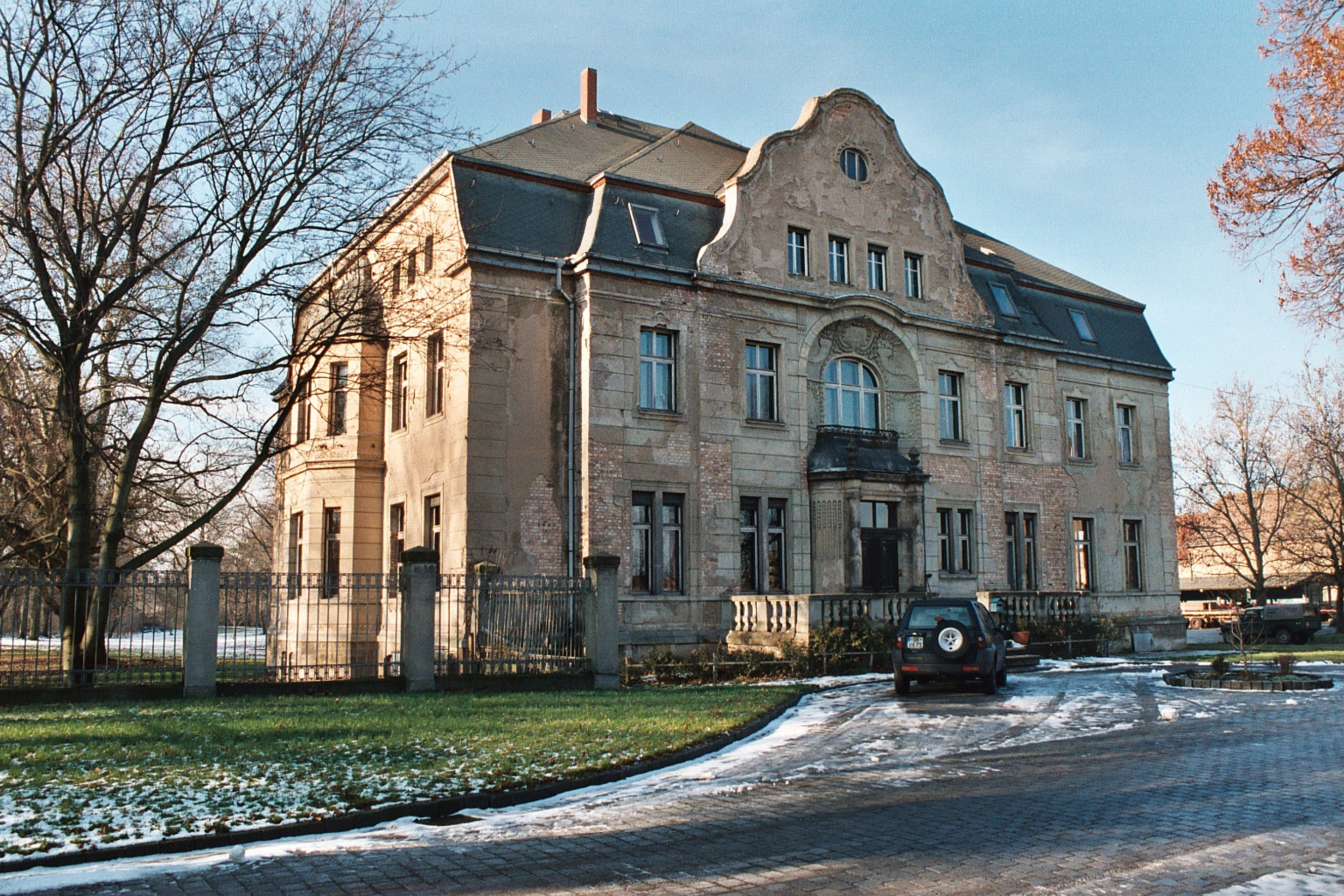
Gutshaus

Das Rittergut Etzdorf liegt im Ort Etzdorf des Ortsteils Steuden der Gemeinde Teutschenthal im Saalekreis in Sachsen-Anhalt. Seit 1995 ist das Rittergut Wohnsitz der Familie Hayessen.

## Geschichte
Die Liegenschaft Etzdorf war von 880 bis ca. 1200 als „Erhardesdorp“ oder „Erardesdorff“ ein Klosterbesitz (Kloster Hersfeld, Kloster Kaltenborn). Als Bauerndorf Erhardesdorf ist Etzdorf später wüst geworden, weil die Bewohner wegen der am Ort vorbeiführenden Heer- und Handelsstraße (von Halle über Querfurt nach Thüringen) vermutlich nach Steuden flüchteten.
Im Mittelalter war Etzdorf im Besitz verschiedener adliger Familien, die nicht vollständig bekannt sind. Eine Familie von Etzdorf nahm wahrscheinlich von hier ihren Ausgang; zu Beginn des 16. Jahrhunderts war ein Vollrad von Etzdorf Domherr zu Naumburg. Aus Bierings „Clerus Mansfeldicus“ ist ersichtlich, dass 1569 Etzdorf der hessischen Familie Malsberg gehörte, als Teil des Unteramtes Schraplau der Grafschaft Mansfeld.
1620 erwarb Niclas Schwuckardt von Schauburg wiederkäuflich das Unteramt Schraplau mit Etzdorf. Nach seinem Tode 1643 folgte ihm sein Neffe Albert. Am 18. Juni 1679 überließen die Grafen von Mansfeld durch Vergleich u. a. auch Etzdorf dem Fürstlich Braunschweig-Lüneburg-Cellischem Landrat Christoph von der Wense, der es an seine Schwester Eleonore mit erzbischöflich-magdeburgischer Erlaubnis abtritt, die mit Johann Casimir von der Schulenburg verheiratet war. So gelangte Etzdorf an die Familie von der Schulenburg.
Von dieser kaufte 1732 Friedrich Wilhelm I. den Besitz Etzdorf, um es seinem jüngsten Sohn Prinz August Ferdinand zu schenken. In dieser Zeit wurde auch der älteste Teil des heutigen Rittergutes Etzdorf erbaut. Nach dem Tod von Prinz August Ferdinand 1813 erbte dessen zweiter Sohn Prinz August Ferdinand, der jüngere Bruder des Prinzen Louis Ferdinand, das Unteramt Schraplau mit dem Vorwerk Etzdorf. Amtsleute des Prinzen bewirtschafteten und verwalteten als Pächter das Vorwerk. So wurde um 1800 Oberamtmann Friedrich Philipp Wentzel Pächter Etzdorfs; auch als nach dem Tode des Prinzen 1843 Etzdorf an seine älteste Tochter, die Stiftsdame Eveline von Waldenburg fiel. Evelines romantische Liaison mit dem Pastor Weise aus dem Nachbarort Wansleben erhitzte zu dieser Zeit die Gemüter des preußischen Königshauses.
Nach ihrem Tod 1847 blieb Etzdorf in der Hand der Hohenzollern, bis der königliche Amtsrat Friedrich Schröder (geb. 1806 in Bremen als Sohn einer bedeutenden Bremer Reederfamilie, gest. 1874) für seinen Sohn Amtmann Albert Schroeder (geb. 1841, gest. 1916 in Etzdorf) mit Unterstützung seines Freundes Freiherr Wilhelm von Humboldt das Rittergut 1871 erwarb. Nach Albert übernahm dessen Sohn Clemens (1875–1925) das Rittergut. Nachdem Clemens bereits im Alter von knapp 50 Jahren verstorben war, führte übergangsweise dessen Ehefrau Katharina „Käthe“ Schröder (1885–1945) die Geschicke des Gutes, bis es von ihrem Sohn Max 1934 übernommen werden konnte. Noch heute existiert im Ort Katharinas Villa („Tante Käthes Haus“), in der sie ihren Ruhestand verbrachte. Dr. Max Schröder-Etzdorf (1908–1984) entwickelte die 500 ha große Wirtschaft zum hochtechnisierten Landwirtschaftsbetrieb in Pflanzenproduktion und Speicherwirtschaft. Das Rittergut blieb bis 1945 in Schröder’schem Besitz.
Nachdem Dr. Max Schröder-Etzdorf das Rittergut 1934 erbte, führte er schrittweise neue landwirtschaftliche Technik, moderne Buchführung und soziale Maßnahmen im Sinne der nationalsozialistischen Agrarpolitik ein. Über diese Umstellung im Rahmen der Erzeugungsschlacht berichtete er in einer Broschüre, die vier Auflagen und 1954 noch eine fünfte erlebte. Schröder-Etzdorf wurde 1944 wegen seiner Aktivitäten im Reusch-Kreis inhaftiert und vor dem Staatsgerichtshof angeklagt. Die Anklage musste aber fallengelassen werden.
Erich Neuss bezeichnete das Rittergut 1935 als „Zweckgebilde des neuzeitlichen landwirtschaftlichen Großbetriebs“.
Die privaten Besitzer des Ritterguts wurden nach Kriegsende 1945 von der neuen Provinzialverwaltung, angewiesen von der Sowjetischen Militäradministration in Deutschland, durch die Bodenreform enteignet und das Rittergut als Lehr- und Versuchsgut der Universität Halle übergeben. 1950 erfolgte die Umwandlung in Volkseigentum, der Betrieb wurde ein „Volkseigenes Gut“ (VEG) und führte seither folgende Bezeichnungen:
| Zeitraum           | Rechtsträger    | Unterstellung                       | Bezeichnung    |
| ------------------ | --------------- | ----------------------------------- | -------------- |
| 1945–1950          | Provinz Sachsen | Inst. f. Betriebs- und Arbeitslehre | Versuchsgut    |
| 1950–1955          | Volkseigentum   | Güterverwaltung                     | VE LVGut       |
| 1956–30. Juni 1958 | Volkseigentum   | Minist. LF                          | VE LVGut       |
| 1. Juli 1958–1966  | Volkseigentum   | Rat des Bez. Halle                  | VE LVGut       |
| 1967–1974          | Volkseigentum   | Güterdirektion der DAL              | VE LVG der DAL |
| 1975–1990          | Volkseigentum   | Rat des Bezirkes                    | VEG            |
| 1990–1993          | Treuhand / BVS  |                                     | Gutsverwaltung |

Max Schröder-Etzdorf, nunmehr lediglich Verwalter auf dem eigenen Hof, gelang es durch die Übernahme des Gutes durch die Universität Halle, es vor der drohenden Aufteilung durch die Bodenreform zu bewahren. 1990 ging das Gut gemäß dem Einigungsvertrag in die Verwaltung der Treuhandanstalt (später „BVVG / Bodenverwertungs- und Verwaltungsgesellschaft mbH“) über. Diese bewirtschaftete den Betrieb als Teil ihrer Treuhandgütergesellschaft (TGG). 1995 wurde das Gut Etzdorf mit zentraler Hofanlage und landwirtschaftlichen Flächen an den Landwirt Herko Hayessen langfristig verpachtet. Somit wohnen und leben heute Nachfahren von Friedrich Schröder (dem ersten schröderschen Eigentümer) auf dem Rittergut Etzdorf, die Familie Hayessen.

## Gebäude

### Schloss
Das Schloss wurde 1906 im Jugendstil als Familiensitz von Albert und Sohn Clemens Schröder erbaut. Es diente bis 1946 als Wohn- und Verwaltungssitz der Familie Schröder sowie als Unterkunft für Gäste und Hauspersonal. Auf Drängen des in der Universität einflussreichen Dr. Max Schröder-Etzdorf war es ab 1946 Verwaltungssitz des Lehr- und Versuchsgutes der Universität Halle, Sitz von Außenstellen wissenschaftlicher Institute sowie Wohnraum für Mitarbeiter und Lehrlinge des Gutes und der Institute. Seit 1995 ist es Wohnsitz der Familie Hayessen.

### Waschhaus
Das Waschhaus wurde vom damaligen Besitzer des Rittergutes, Dr. Max Schröder-Etzdorf, eingerichtet, damit seine im Gut beschäftigten Arbeiter dort duschen und baden konnten. Ebenso diente das Haus dem Waschen der Wäsche der Familien der Landarbeiter. Schroeder bewies somit auch in der Gestaltung der Lebensverhältnisse seine progressive Einstellung.
Im Jahre 2001 wurde im alten Waschhaus der Jugendklub der Gemeinde Steuden eingerichtet. Die feierliche Einweihung fand 2001 statt.

### Gefolgschaftshaus
Schroeder ließ für seine Arbeiter die alte Gaststätte zu einem „Gefolgschaftshaus“ umbauen. So konnten Veranstaltungen in Etzdorf stattfinden und es musste nicht mehr auf Steuden ausgewichen werden.

### Silo
Das Silo des Gutes wurde 1942 aus Betonschalen, Holz und Dachziegeln errichtet. Die Ziegel lieferte die 1900 gegründete „Louisenwerk“ Thonindustrie Aktien Gesellschaft in Voigtstedt (Kyffhäuser/Thüringen).

## Landwirtschaft
Das Lehr- und Versuchsgut Etzdorf unterstand ab 1945 dem Institut für Betriebs- und Arbeitslehre der Martin-Luther-Universität. Die Abteilung Landarbeitsforschung hatte im Betrieb bis 1955 eine Außenstelle. Das Institut für Acker- und Pflanzenbau richtete 1946 eine Versuchsstation mit einer Versuchsfläche von ca. 15 ha ein. Im Gutshaus befand sich von 1946 bis 1953 das Agrarmeteorologische Institut. Das Institut für Mechanisierung Potsdam-Bornim unterhielt eine Prüfstation für Landmaschinen. Darüber hinaus waren das Institut für Tierzucht bei Rindern, Schweinen und Schafen und das Institut für Kleintierzucht in der Geflügelstammzucht forschend und beratend tätig. Im Anbau befanden sich Getreide, Zuckerrüben, bis 1970 Kartoffeln, Speiseerbsenvermehrung und Konservenerbsen.
Nach der Wirtschafts-, Währungs- und Sozialunion (1. Juli 1990) wurde das VEG Etzdorf der Treuhand unterstellt. Die Sauenhaltung mit Mastläuferproduktion im geschlossenen System blieb noch bis 1992. Erstere wurde dann eingestellt. Die Mastställe kaufte die Agrargenossenschaft Barnstädt und betreibt sie immer noch.
Heute umfasst der landwirtschaftliche Betrieb ca. 350 Hektar. Es wird v. a. Getreide angebaut. Seit 2010 findet die „AgriCom“, ein landwirtschaftliches Symposium, auf dem Gut statt.

## Vereine
Der Vielseitigkeitsverein Gut Etzdorf e. V. ist im Gut ansässig. Der Verein ist Mitglied im Reiterverband und kann bundesweite Erfolge vorweisen.